# Сборная Ямайки по бобслею
Сборная Ямайки по бобслею (англ. Jamaica national bobsleigh team) впервые приняла участие в зимних Олимпийских играх 1988 года в Калгари.

## Основание сборной

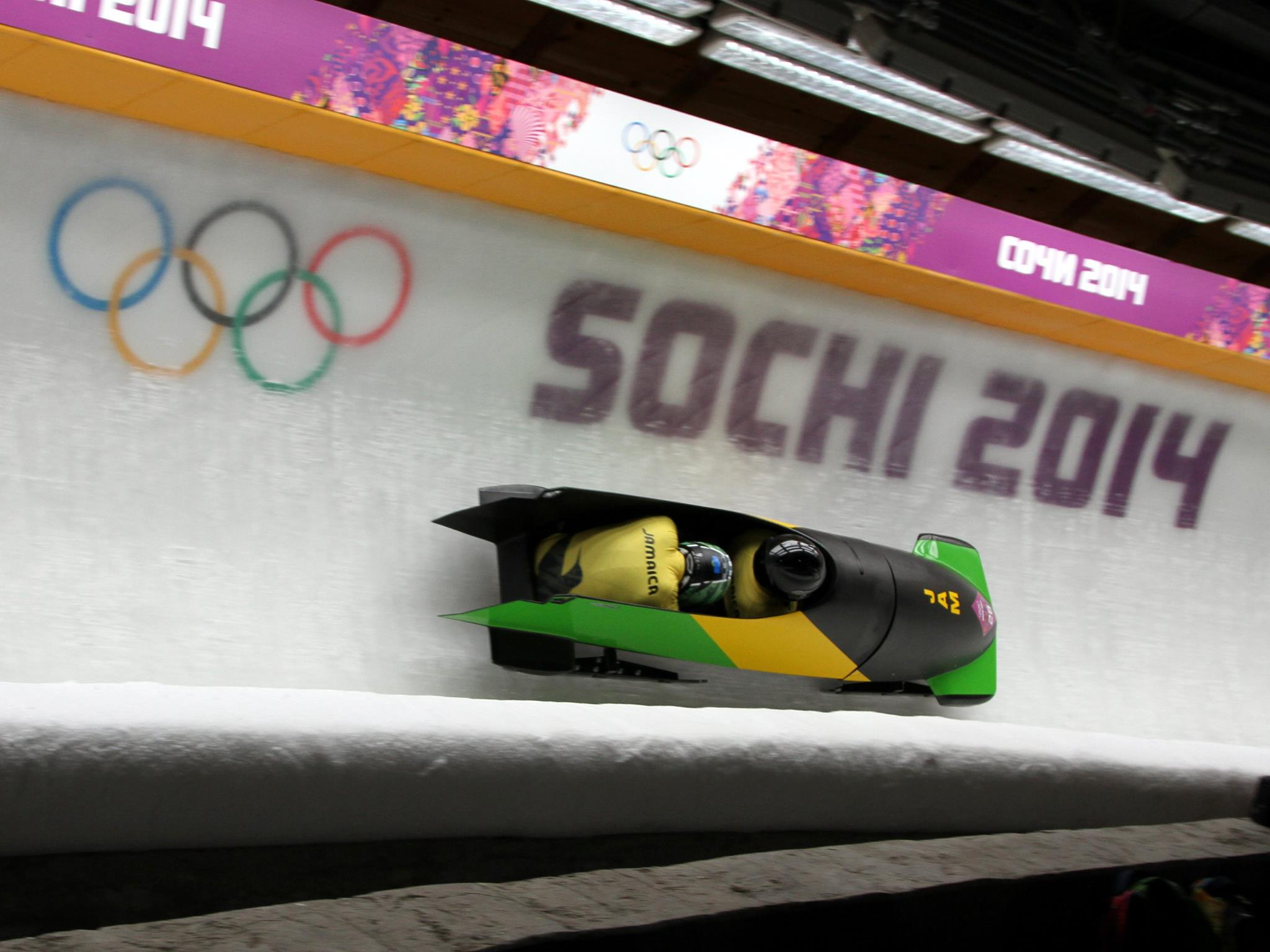
Сборная на играх в Сочи

Идея создать сборную по бобслею на Ямайке пришла американцам Джорджу Фитчу и Уильяму Махоуни, которые увидели гонки миникаров. Эти гонки похожи на бобслейные соревнования, в которых нет льда на трассе. Так как на Ямайке имеется достаточно хороших гонщиков на миникарах, Фитч и Махоуни решили, что спортсмены этой страны должны успешно выступить на бобслейных соревнованиях. После безуспешных попыток убедить ямайских спортсменов, выступающих в летних видах спорта, они смогли рекрутировать бобслеистов в армии Ямайки.
Членами первой команды Ямайки были:
- Девон Харрис — лейтенант армии;
- Дадли Стоукс — капитан авиации;
- Майкл Уайт — резервист;
- Сэмюел Клэйтон — железнодорожный техник.

## Спортивные достижения
На Олимпийских играх 1988 года в Калгари в соревнованиях четвёрок сборная Ямайки не смогла закончить выступления, вылетев с трассы в одном из четырёх заездов. В этот момент их боб ещё не был достаточно объезжен, и они боролись с техническими неполадками. Тем не менее, сборная такой нетипичной для зимних Олимпийских игр страны завоевала симпатии публики. В том заезде, который они не смогли закончить, спортсмены под аплодисменты зрителей дошли до финиша. Как итог — последнее 26-е место.
На зимних Олимпийских играх 1992 года в Альбервиле сборная Ямайки выступила неудачно, заняв в соревнованиях четвёрок (Дадли Стоукс, Рикки Макинтош, Майкл Уайт, Нельсон Стоукс) 25-е место (из 31 экипажа), а в соревнованиях двоек — 35-е (Харрис — Макинтош) и 36-е (Дадли Стоукс — Нельсон Стоукс) места. Зато на зимних Олимпийских играх 1994 года в Лиллехаммере сборная добилась большого успеха, заняв четырнадцатое место на соревнованиях четвёрок (Дадли Стоукс, Уинстон Уотт, Нельсон Стоукс, Уэйн Томас из 30 экипажей, опередив сборные США, Франции, Италии и России). В соревнованиях двоек единственный ямайский экипаж, Дадли Стоукс — Уэйн Томас, был дисквалифицирован.
На зимних Олимпийских играх 1998 года в Нагано в соревнованиях двоек сборная Ямайки (Девон Дезмонд Харрис и Майкл Морган) заняла 29-е место, а в соревнованиях четвёрок (Дадли Стоукс, Уинстон Уотт, Нельсон Стоукс, Уэйн Томас) — 21-е. В 2002 году в Солт-Лейк-Сити она заняла 28-е место в соревнованиях двоек (Уинстон Уотт, Лассель Браун).
Разгоняющий Лассель Браун по прозвищу «Чёрный носорог» с 2004 года стал выступать за сборную Канады и уже в 2005 году выиграл золото чемпионата мира в двойках в экипаже Пьера Людерса. В 2006 году двойка Людерс/Браун выиграла серебро на Олимпиаде в Турине, уступив немецкому экипажу. В Ванкувере в 2010 году Браун выиграл бронзу в заездах четвёрок (пилот Линдон Раш).
На зимние Олимпийские игры 2006 и 2010 года сборная Ямайки не квалифицировалась.
В 2014 на Олимпиаде в Сочи Ямайка была представлена одним мужским экипажем в соревнованиях двоек, который пилотировал 47-летний Уинстон Уотт, а разгонял Марвин Диксон (запасной разгоняющий Уэйн Блэквелл), заняв последнее 29 место. Примечательно, что до последнего момента олимпийская поездка ямайского экипажа-двойки находилась под угрозой. Получив квоту на участие в играх, команда испытывала финансовые проблемы. На помощь пришла южнокорейская компания Samsung, предоставившая необходимое оборудование, профессиональную подготовку и перелёт в Сочи. Объявленный вдобавок сбор пожертвований позволил собрать команде 120 тысяч долларов за 2 дня. Основную часть пожертвований собрало сообщество виртуальной валюты Dogecoin. Правда, в Сочи команда прибыла без полозьев боба — они были утеряны во время пересадки в пути, но вскоре полозья были найдены, и команда смогла приступить к тренировкам.

## Сборная Ямайки по бобслею в искусстве
- На некоторых фактах, связанных с олимпийским дебютом бобслейной сборной Ямайки, основан сюжет кинофильма «Крутые виражи» (англ. Cool Runnings).
- Сборная Ямайки по бобслею упоминается в одном из эпизодов сериала «Футурама».
- В поддержку сборной Ямайки на Олимпийских играх в Сочи была написана песня «The bobsled song»[9].
- Упоминается диктором в радио-новостях в фильме «Эдди «Орёл»» (англ.  Eddie the Eagle).
- Упоминается в сериале «Семья Сопрано» (англ. The Sopranos) 1 сезон 12 эпизод.